# Dictionary
Dictionary är ett program från Apple Computer som ingår i Mac OS. Programmet ger förklaringar på engelska ord.
Per 10 november 2010 var senaste version 2.1.3.